# 1347
1347 (MCCCXLVII) var ett normalår som började en måndag i den julianska kalendern.

## Händelser

### Februari
- 17 februari – Bergsprivilegium för Stora Kopparberget i Falun, Sverige utfärdas.

### December
- December – Digerdöden kommer till Mallorca, troligtvis med handelsskepp.[1]

### Okänt datum
- Magnus Eriksson gör ett nytt försök att få påven att godkänna evig besittningsrätt för honom och hans arvingar till Skånelandskapen, vilket lyckas.
- Ett riksmöte hålls i Örebro, Sverige angående ny landslag, kallad Magnus Erikssons landslag.
- Karlsuniversitetet i Prag grundas.
- Den stora pestepidemin Digerdöden kommer till Europa.
- Karl av Blois tillfångatas av engelska styrkor under bretonska tronföljdskriget.

## Födda
- 25 mars – Katarina av Siena, italiensk mystiker och helgon.
- Eleonora av Arborea, regerande domare av Arborea på Sardinien, som gett namnet åt Eleonorafalken.

## Avlidna
- 11 oktober – Ludvig IV, kung av Tyskland från 1314, tysk-romersk kejsare från 1328 (dödad under vildsvinjakten, och inbördeskrig förhindrades) [2].
- Knut Jonsson (Aspenäsätten), svenskt riksråd, lagman i Östergötland sedan 1310, drots 1311–1314 och 1322–1333.

### Fotnoter
1. ↑  Benedictow, Ole and Ole Benedictow. The Black Death, 1346-1353. Ipswich: Boydell Press, 2004. ISBN 0-85115-943-5 pp. 75
2. ↑  Jeep, John. Medieval Germany. New York: Garland Pub, 2001. p. 108 ISBN 0-8240-7644-3